# RocknRolla
RocknRolla és una pel·lícula britànica del director i guionista Guy Ritchie, amb Gerard Butler, Thandie Newton i Tom Wilkinson com a actors principals del repartiment. Va ser filmada en Londres i estrenada el 5 de setembre del 2008 en el Regne Unit, sent el número 1 del boxoffice en la seva primera setmana. El 8 d'octubre va arribar als Estats Units i el Canadà i el 31 del mateix mes, a la resta del món.

## Repartiment
- Mark Strong: Archy, mà dreta de Lenny Cole i narrador de la pel·lícula
- Tom Wilkinson: Lenny Cole, un cap de la màfia de Londres
- Toby Kebbell: Johnny Quid, músic i fillastre de Lenny
- Gerard Butler: One-Two, un mafiós escocès líder del Wild Bunch
- Tom Hardy: Handsome Bob, membre del Wild Bunch i secretament enamorat de One-Two[2]
- Idris Elba: Mumbles, soci de One-Two i membre del Wild Bunch
- Karel Roden: Uri Omovich, empresari i oligarca rus
- Thandie Newton: Stella, contable d'Uri i interès romàntic de One-Two
- Dragan Mićanović: Victor, mà dreta d'Omovich
- David Bark-Jones: Bertie
- Matt King: Cookie
- Geoff Bell: Fred
- Jeremy Piven: Roman
- Ludacris: Mickey
- Gemma Arterton: June[3]
- Jimi Mistry: the Councillor
- Nonso Anozie: Tank
- David Leon: Malcolm
- Bronson Webb: Paul
- Michael Ryan: Pete
- Robert Stone: the Nightclub Bouncer
- Jamie Campbell Bower: Rocker[4]
- Tiffany Mulheron: Jackie

## Banda sonora
Versió del Regne Unit
1. "Dialogue Clip: People Ask the Question" – Mark Strong
2. "I'm a Man" – Black Strobe
3. "Have Love, Will Travel" – The Sonics
4. "Dialogue Clip: No School Like the Old School" – diversos artistes
5. "Bankrobber" – The Clash
6. "The Trip" – Kim Fowley
7. "Dialogue Clip: Slap Him!" – diversos artistes
8. "Ruskies" – Steve Isles
9. "Outlaw" – War
10. "Waiting for a Train" – Flash and the Pan
11. "Dialogue Clip: Junkies" – diversos artistes
12. "Rock & Roll Queen" – The Subways
13. "The Gun" – Lou Reed
14. "The Stomp" – The Hives
15. "We Had Love" – The Scientists
16. "Dialogue Clip: Sausage & Beans" – diversos artistes
17. "Mirror in the Bathroom" – The Beat
18. "Funnel of Love" – Wanda Jackson
19. "Such a Fool" – 22-20s
20. "Dopilsya" – Sektor Gaza
21. "Negra Leono" – Miguelito Valdés